# 台灣戲劇
台灣戲劇起源於清朝時期，南管戲（七子戲）在18世紀之前是主要代表，隨後被北管戲（亂彈戲）取代。除了南北管戲，還有其他戲劇形式如大人戲、查某戲、囝仔戲、子弟戲、車鼓戲、皮猿戲、傀儡戲、掌中戲，以及閩劇、歌仔戲、客家大戲、新劇等新興劇種。在日治時期初期，引入新派正劇和台灣正劇，作為新劇形式的先驅。

## 台灣戲劇的發展

### 戰前的臺灣戲劇（-1946）

#### 日治時期的新劇運動
新劇是一個概括性分類，以當代社會為背景，使用現代服裝和白話文，並採用與傳統戲曲不同的舞台布景。在台灣戲劇史上，新劇扮演著重要角色，其發展不僅受到政治環境因素的影響，也密切關聯著台灣社會文化特質及歷史處境。
台灣的新劇起源於日本改良劇的興起，部分傳統戲曲劇團進行改革，將劇作的時空背景轉為現代，角色穿現代服裝，使用白話文進行演出，並以商業生存為目標，探索新舊劇種間的新出路。
1921年，林獻堂、蔣渭水、蔡培火、王敏川等人成立「臺灣文化協會」，希望藉由文化的啟蒙，喚起台灣人的民族意識。協會認為傳統戲曲演出和宗教祭祀等民俗儀式是日本政府控制和奴役台灣人民的手段。這一觀點激發了新劇運動，協會結合青年及同好，期待以戲劇演出來改變當時的社會文化及思想觀念，提升庶民的文化水準，此時的新劇因此被稱為「文化劇」。然而，文化劇的深奧寓意使教育程度不高的民眾難以共鳴，主要觀眾群體為知識份子，對於宣傳教化庶民影響有限。隨著協會分裂，文化劇逐漸式微。
1924年，張維賢於日本求學期間接觸到日本小劇場，留學回台成立星光演劇研究會，引進最新的舞台觀念和技術，推動台灣新劇的專業化發展。隨後，張再度前往日本「築地小劇場」學習演員表演訓練系統和最新的舞台美術技術，並深入研究職業劇團運作，時隔兩年回台成立「民烽演劇研究會」開設表演訓練班，結合楊三郎、連雅堂、黃天海、吉宗一馬等知識份子，推出一系列講座，包括舞台藝術、近代劇概論、音樂、舞蹈、美術等，為台灣新劇帶來了創新的變革，被譽為「台灣新劇第一人」。
新劇運動目標是透過新的戲劇形式取代傳統戲曲，提升民眾的文化水平和思想進步。大致可分為兩類：一類是「追求藝術發展」，代表有張為首的「星光演劇研究會」、「民烽演劇研究會」、「鼎新社」以及林摶秋、張文環、王井泉等人的「厚生演劇研究會」；另一類是「著重宣傳社會改革」，主要以「臺灣文化協會」為主，還有其他具有政治性的社團。

#### 皇民化運動時期（1937-1945）
張維賢之後，新劇運動沉寂了一段時間，直到林摶秋的出現帶來希望。林也曾在日本留學，期間直接參與當地劇團並在「東寶映畫」電影公司工作，這些經歷使他結識了留日的音樂家呂泉生、呂赫若等人。返台後，林應邀參與簡國賢編寫的劇作《阿里山》擔任導演，迅速在台灣新劇界嶄露頭角，曾被「台灣演劇協會」聘用，然而，該協會由日本政府建立，用於控制思想創作，並具有對劇團作品進行「劇本審查制度」和「演出形式限制及更改」的權力。因此，林很快離開了演劇協會，轉而參與受到嚴格監控的新劇運動。
1943年4月29日，林摶秋、張文環、呂泉生、呂赫若和其他知識青年成立「厚生演劇協會」，旨在為台灣人創作戲劇，該協會是日治時期最後一個重要的新劇團體。推出《閹雞》等劇碼反映了台灣人民在皇民化運動的高壓統治下對自由的渴望和希望。然而，協會的知識青年和文人雅士最終仍受到高壓政治的影響，深受迫害甚至喪生，或只能選擇遠離文化圈。
台灣新劇運動與歌仔戲的興起時間相近，但受制於社會發展和政治因素的限制，新劇運動常受到日本政府和後來的國民政府的關注和壓制。它只得以業餘形式存在，缺乏藝術深度，作品也缺乏娛樂性，無法激發民眾的熱情回應，因此無法真正產生影響力，逐漸退出了主流娛樂領域。相比之下，歌仔戲則以驚人的速度取代了其他劇種，成為當時受歡迎的大眾娛樂形式。

### 戰後的臺灣戲劇（1946-1979）
除歌仔戲及布袋戲仍維持一定盛況外，其餘台灣傳統劇種發展都漸趨沒落。直至今，台灣戲劇幾乎以現代戲劇為大宗。
1945年至1949年，國民政府在台灣成立「臺灣省行政長官公署」正式接管台灣。在這段時間裡，被壓抑已久的新劇創作力量開始迸發，特別是「聖烽演劇研究會」（由宋非我、簡國賢、張文環、王井泉等人組成），他們的演出備受好評，吸引更多對戲劇感興趣的民眾參與。當時國民政府官員采取開放政策，為新劇提供了有限但友善的發展環境。
1947年爆發二二八事件，台灣一夕間被肅殺的政治氣氛籠罩，許多具有群眾影響力的知識份子受到波及，本土劇場人也遭受嚴重傷害。批判時事的新劇類型因此消失。隨後，臺灣省行政長官公署制定了《台灣省劇團管理規則》，加強對戲劇活動和言論的管制，要求演出和活動必須事先申請登記。
1949年，國民政府全面撤退至台灣，並頒布「戒嚴令」。台灣人民在日本統治後再次陷入思想、行動、人身自由和語言更為壓抑的時期，持續38年直到1987年解嚴。戒嚴時期的戲劇成為政府鞏固政權、維護社會秩序、防範反動力量和中共影響、控制人民思想的政治宣傳工具。當時提倡「戰鬥文藝」，文學界和藝術界紛紛響應。例如1950年成立的「中華文藝獎金委員會」鼓勵創作具有「國家民族意識」和「具有反共抗俄意義」的文藝作品。之後成立的「中國文藝協會」吸納了一批劇場人才，加上軍隊、機關學校成立的劇團，將宣傳「反共抗俄」的思想創作推向高峰。
「反共抗俄」的戲劇題材本質上是為了政治服務而存在，劇本創作者在政治現實下只能參與其中。一度出現大量反共抗俄的劇作，但由於題材受限、政治動機強烈，使劇情千篇一律，缺乏娛樂性，難以得到觀眾的喜愛。此外，劇團面臨政府高額徵收的娛樂稅和劇場租金，財務負擔沉重，觀眾流失和收入減少。因此，題材單一的新劇團逐漸沒落進而解散。

### 1980年代以來的臺灣戲劇（1980-）
1980年為台灣現代戲劇突破瓶頸的時期。然而，由於多種因素，台灣現代劇至今仍缺乏通俗基礎，並未在台灣普遍形成「進劇場看現代戲劇」的社會現象。
在1986年至1996年這十年間，台灣戲劇的基礎進一步發展。在這段時間，台灣現代劇開始以影音記錄的方式流傳，使得它從小眾走向大眾，從公共議題辯論進入自我省思的重要時期。在這其中，有賴聲川、金士傑、李立群、閻鴻亞、黎煥雄、劉守曜、田啟元、魏瑛娟、符宏征、王榮裕、彭雅玲、王嘉明、李小平、林啟星、王小棣、呂柏伸、陳姿仰、許瑞芳、傅裕惠、李國修等人或演或導的成績令人矚目。

#### 第一階段的小劇場運動（1960-1984）
台灣新劇在戒嚴時期發展受到限制，觀眾數量逐漸減少，劇場逐漸被電影所取代。1960年，台灣社會逐漸穩定，留學風氣漸開，《現代文學》雜誌創刊，開啟了大眾對現代主義的認識，並翻譯介紹許多當時在歐美極具影響力的劇作家作品。李曼瑰參考了國外小劇場的經營模式，成立「三一戲劇藝術研究社」，廣收學員並定期舉辦公演，成為推動戲劇運動改革的起點。李曼瑰在推廣戲劇展演的二十多年間，舉辦了世界劇展、青年劇展等校園學子為主的戲劇演出活動。擔任「中華文藝獎金委員會」的劇本審查委員，致力於在各個階層推廣戲劇演出運動，期望通過戲劇激發青年和大眾對國家的愛國思想，使低迷的戲劇環境得以改善並促進創作，使台灣話劇運動進入新的階段。
1965年，一群熱愛戲劇和電影的台灣青年創辦了《劇場》雜誌，介紹許多西方藝術電影和劇場，讓讀者了解西方劇場的現況和發展，學習西方現代劇場的創作理論、各種劇場形式和劇本題材，為台灣戲劇帶來新的視野。
在這個時期，重要的劇作家包括姚一葦，他的作品題材多元且產量豐富；張曉風則與「基督教藝術團契」合作，運用史詩劇場的方式進行演出；黃美序翻譯愛爾蘭劇作家葉慈的一系列作品，並創作了許多以民間故事為基礎的短劇，嘗試新的現代話劇風格。透過這些戲劇作家的作品，人們得以一窺當時與西方藝術和文學開展交流的劇場風貌。
1980年，姚一葦推行第一屆「實驗劇展」，共有五部作品參展，包括蘭陵劇坊《包袱》、金士傑《荷珠新配》、姚一葦《我們一同走走看》、黃建業《凡人》、黃美序《傻女婿》。這次實驗劇展的作品與傳統話劇風格有所不同，開啟了傳統與現代戲劇的對話，讓更多人看到戲劇發展的多種可能性，對後來現代戲劇的發展產生了影響，被視為台灣現代戲劇發展的重要里程碑。
實驗劇展從1980年持續到1984年，總共舉辦五屆，在有限的經費下共演出36齣戲劇。參與的團體除了蘭陵劇坊外，都是由學校戲劇科系的老師、學生或校友組成的演出團體。創作取材除了翻譯自外國劇作家的作品外，還包括改編當代小說、改編傳統戲曲劇作等，更重要的是劇團的原創作品，主要反映現實生活中的問題，如感情、工作、婚姻等，避免批判現實或觸及敏感的政治問題。
這股小劇場的實驗劇展浪潮，深深影響此後台灣劇場的發展。當時具有代表性的劇團包括蘭陵劇坊，代表人物有金士傑、吳靜吉、李國修、卓明、劉靜敏、馬汀尼等人。

#### 第二階段的小劇場運動（1985-1990）
第二階段的小劇場運動與第一階段相比，展現了完全不同的創作風貌。這個階段的劇作顛覆了傳統話劇的風格，充滿了前衛的實驗性質，且打破單一的鏡框式舞台限制。同時，隨著1980年代後期台灣逐漸解嚴，許多劇團開始關注社會變革和時事議題。有些劇作表現出明顯的意識形態，而其他則結合了社會運動，如學運、農運、工運和婦運等，呈現了多元且強烈的批判風格。
這時期的劇團有些在演出形式上過於實驗，或表演、導演的手法未臻成熟，未能成功將作品的內容傳達給觀眾。此外，一些劇團的政治立場過於明確，訴求過於激烈，導致觀眾群體有所限制。代表性的劇團包括優劇場、臨界點劇象錄和河左岸劇團等。

#### 第三階段小劇場運動到商業劇場的出現（1990-2000）
第三階段的小劇場運動延續了實驗創作，並發展出更受大眾歡迎的表演形式和劇本創作，逐漸成為台灣劇場的主流，被稱為「大劇場」或「商業劇場」。相較於前一階段，這一階段的小劇場運動顯得稍微冷靜，回歸到藝術形式的探討。同時，劇團也發展出各自的特色和風格，不斷開拓新議題，嘗試不同的表演體系，進而形成獨立於其他劇團的表演美學。這時期具代表性的劇團有台灣渥克劇團、密獵者皇冠劇團、金枝演社、台南人劇團、差事劇團等。
相對於小劇場，主流劇場或稱大劇場最初也起源於實驗劇場，但作品內容更注重通俗易懂，與觀眾的生活經驗相貼近，進而產生共鳴的主題。這些劇團逐漸建立起自己的觀眾群，並進一步發展成為主流戲劇的大型劇場，因為它們具有更具營利性的商業模式，也被稱為「商業劇場」。這時期具代表性的主流劇團包括表演工作坊、屏風表演班、果陀劇場、綠光劇團。

## 現代戲劇
1980年代，臺灣的現代戲劇以「小劇場」的形式重新起步，對抗被官方意識形態箝制的「反共抗俄劇」。這個時期許多成立的現代劇團至今仍是臺灣戲劇的中堅力量，而這十年的努力也奠定了其後數十年的基礎。代表性劇團包括（括弧中所示為創團時間及代表人物）425環境（1985，鍾明德）、環墟（1986，李永萍）、當代傳奇（1986，吳興國）、屏風（1986，李國修）、九歌兒童（1987，鄧志浩）、華燈（1987，紀寒竹；1997年改名「台南人」，呂柏伸）、優（1988，劉靜敏）、果陀（1988，梁志民）、臨界點（1988，田啟元）等。

### 現代戲劇表演團體

#### 蘭陵
創立於1980年，代表人物金士傑。

#### 表演工作坊
成立於1984年11月，以舞臺劇創作為主軸，但同時創作相聲、電影以及電視單元劇等表演藝術項目，更在2000年成立子團『外表坊時驗團』，專注在實驗戲劇以及小劇場的創作上。

#### 河左岸
創立於1985年，為目前台灣最資深的前衛實驗劇團之一。在台灣劇場新潮第二波中堅團體的河左岸，以其低抑內斂的劇場美學，強烈文學性的語言風格聞名；創設至今，河左岸以深入探就各種戲劇理論及劇場美學形式為宗旨，展現當代知識份子關懷現實環境與台灣歷史的藝術用心。

#### 臨界點劇象錄
成立於1988年8月，詹慧玲、田啓元、林泰助及友人成立「時代映畫」劇團；同年9月，田啓元編導創團作品《毛屍》。「時代映畫」更名為「臨界點劇象錄劇團」。
進入第二個十年，戲劇工作者已徹底擺脫「抵拒話劇而生」的包袱，對主流戲劇提出更多層面的反思，表現了更高的探索精神和企圖心。
進入第二個十年，戲劇工作者已徹底擺脫「抵拒話劇而生」的包袱，對主流戲劇提出更多層面的反思，表現了更高的探索精神和企圖心。
代表性劇團包括：「進行式」（1990，陳培廣）、「臺灣渥克」（1992，陳梅毛）、「紙風車」（1992，李永豐）、「江之翠」（1993，周逸昌）、「身體氣象館」（1993，王墨林）、「綠光」（1993，羅北安）、「密獵者」（1994，閻鴻亞）、「黑珍珠」（1995，卓明）、「莎士比亞的妹妹們的」（1995，魏瑛娟）、「差事」（1996，鍾喬）、「身聲」（1998，吳忠良）、「大開」（1998，劉仲倫）、「無獨有偶」（1999，鄭嘉音）。

#### 金枝演社
創立於1993年春天，秉持「從土地長出來的文化最感人」理念，以鞣稔東西、傳統與創新的強大創作能量，融合對現代劇場表現形式的探索，將戲劇藝術與土地、人文連結，架構出在地生命的普羅史詩，更以有別於西方思維、獨特的台戲美學，而為國內僅見，是當代極具台灣文化美學特色的現代劇團。 
長年汲取民間戲曲胡撇仔戲（Taiwan Opera）養分，金枝不但開創屬於「台灣原生」的音樂歌舞劇，獲雲門舞集創辦人林懷民盛讚：「開啟台語音樂劇的時代！」同時，更走出劇場，多部結合古蹟與歷史空間的大型創作展演，以獨特美學意境，開啟台灣經典「史詩環境劇場」。
2021年，藝術總監王榮裕獲頒第22屆國家文藝獎。

#### 創作社
成立於1997年5月，由一群台灣資深劇場編導、戲劇學者、藝術行政及媒體工作者所組成。強調劇場原創精神，致力原創劇本，探索新的劇場美學風格。有別於台灣其他戲劇團體，創作社的核心成員包含多位編導創作人才，有紀蔚然、周慧玲、魏瑛娟、黎煥雄，及客席導演符宏征、王嘉明、劉守曜、傅裕惠、呂柏伸、徐堰鈴等資深劇場創作者與影視導演曹瑞原，以及年輕編導楊景翔、馮勃棣、詹傑、吳瑾蓉、黃緣文。

## 傳統戲劇

### 閩劇
閩劇隨著福州移民進入臺灣，最早可以追溯到鄭成功驅逐荷蘭入臺時，這批部隊以及眷屬到達臺灣後，其娛樂方式離不開家鄉的地方戲劇之範疇。故在隨軍時或稍後的一段時間，有閩劇戲班進入台灣，抑或由鄭氏官兵及眷屬愛好戲曲者組織自娛。在日治時期時，隨著更多的福州人移民臺灣，同時帶來了閩劇班在臺灣的發展。僅1932年前後，遠赴臺灣、香港、菲律賓、新加坡、馬來西亞、印度尼西亞等東南亞地區和國家巡迴演出的就有「舊賽月」、「新賽月」、「三賽月」、「新國風」等等。從1932年至1937年，就共有八個班次的閩劇班團入臺演出，在臺灣掀起了「閩劇熱」。

### 布袋戲
布袋戲隨著閩南移民進入臺灣，其劇本以話本、演義小說為主。至1920年代，多採武俠小說為題，表現手法重視各種奇特劍招與武功的展現。到了戰後的1950年代，「金光戲」開始在中南部各地的野台戲中開始發展。除了在劇情上仍延續劍俠戲時期的武俠內容外，也開始新創劇情及主角。另外，在戲劇之外的表現手法上，金光戲採用華麗的布景、金光閃閃的戲服，並以燈光或其他特效來增加武打的效果。1960年代初期，電影戲院演出布袋戲相當普遍，野台金光布袋戲也仍是鄉村地區的重要娛樂之一，並且已經與中國大陸之布袋戲有很大的不同。

### 歌仔戲
歌仔戲（台羅拼音：kua-á-hì）是20世紀初葉發源於臺灣的傳統戲曲，演出以摻雜文言的閩南語為主，讓社會大眾也能接觸文雅辭彙或忠孝節義故事，成為早期臺灣社會重要娛樂活動之一。歌仔戲的雛形為宜蘭地區的落地掃，吸收車鼓陣等元素，慢慢發展成小戲。而後又學習高甲戲、北管戲、京劇等各類大戲逐漸具備完整的戲曲形式。經歷日治時期皇民化運動及國民政府來台後推行國語運動壓縮、扭曲了表演形式與空間，在歷代藝人的努力傳承下，在臺灣本土化運動的推波助瀾下，歌仔戲重新獲得發展的動力。

### 客家大戲
客家大戲（四縣腔：hagˋ gaˊ tai hi）亦為發軔於台灣本地的劇種，又稱「改良採茶戲」，以臺灣客語四縣腔發音，台灣客家人會在各種民間廟會場合（如酬神會、中元節、收冬祭等）搬演客家大戲。客家大戲隨著歷史有著不同的演出形態，如落地掃、內台戲、野台戲（外台戲），及轉型後的文化場演出，隨著傳播媒介興起，客家大戲先後進入電台、電視與劇場演出，因地制宜發展出多樣的表演形態。

### 傳統戲劇表演團體

#### 公立劇團
由臺灣公部門營運的劇團如下：
| 劇團               | 劇種       | 隸屬於           |
| ------------------ | ---------- | ---------------- |
| 國光劇團           | 京劇、崑曲 | 國立傳統藝術中心 |
| 臺灣豫劇團         | 豫劇       | 國立傳統藝術中心 |
| 復興京劇團         | 京劇、崑曲 | 國立臺灣戲曲學院 |
| 臺灣青年劇團       | 客家大戲   | 國立臺灣戲曲學院 |
| 蘭陽戲劇團         | 歌仔戲     | 宜蘭縣政府文化局 |
| 大稻埕青年歌仔戲團 | 歌仔戲     | 臺北市藝文推廣處 |

#### 文化資產保存團體
依據文化資產保存法獲主管機關登錄為無形文化資產傳統表演藝術（戲曲類或其他）保存團體的劇團如下：
| 劇團                               | 劇種       | 主管機關   |
| ---------------------------------- | ---------- | ---------- |
| 漢陽北管劇團                       | 北管戲     | 文化部     |
| 宜蘭總蘭社                         | 北管戲     | 宜蘭縣政府 |
| 台北靈安社                         | 北管戲     | 臺北市政府 |
| 台北共樂軒民藝文化協會             | 北管戲     | 臺北市政府 |
| 林口樂林園管理委員會               | 北管戲     | 新北市政府 |
| 竹塹北管藝術團                     | 北管戲     | 新竹市政府 |
| 臺中市南屯區景樂軒業餘戲劇研究學會 | 北管戲     | 臺中市政府 |
| 小西園掌中劇團                     | 布袋戲     | 臺北市政府 |
| 亦宛然掌中劇團                     | 布袋戲     | 臺北市政府 |
| 明世界掌中劇團                     | 布袋戲     | 彰化縣政府 |
| 長義閣掌中劇團                     | 布袋戲     | 嘉義市政府 |
| 王藝明布袋戲團                     | 布袋戲     | 臺南市政府 |
| 明興閣掌中劇團                     | 布袋戲     | 屏東縣政府 |
| 榮興客家採茶劇團                   | 客家大戲   | 苗栗縣政府 |
| 新永光歌劇團第一團                 | 客家大戲   | 新竹縣政府 |
| 慶美園戲劇團                       | 客家大戲   | 新竹縣政府 |
| 東華皮影戲團                       | 皮影戲     | 高雄市政府 |
| 永興樂皮影戲團                     | 皮影戲     | 高雄市政府 |
| 高雄皮影戲團                       | 皮影戲     | 高雄市政府 |
| 錦飛鳳傀儡戲劇團                   | 傀儡戲     | 高雄市政府 |
| 金門傀儡戲劇團                     | 傀儡戲     | 金門縣政府 |
| 南管新錦珠劇團                     | 九甲戲     | 新北市政府 |
| 壯三新涼樂團                       | 本地歌仔   | 文化部     |
| 霓雲社客家三腳採茶戲團             | 三腳採茶戲 | 新竹縣政府 |

### 人才培育
國立臺灣戲曲學院設有六個學系包括京劇、民俗技藝、歌仔戲、客家戲、戲曲音樂及劇場藝術，並附設高職部、國中部、國小部（五、六年級），為十二年一貫制之戲曲人才養成學府。設有京劇文物陳列館、實習與表演劇場，並有「京劇團」、「綜藝團」和「青年劇團」推廣傳統戲曲藝術。